# 哈勃–勒梅特定律
在物理宇宙學裏，哈伯–勒梅特定律（英語：Hubble-Lemaître law）指遙遠星系的退行速度與它們和地球的距離成正比，换句话说，离我们越遥远的星系，远离我们的速度越快。通常天文学家通过测量红移，也就是星系发出的光的波长的变化，来测定星系的退行速度。
這條定律原先稱為哈伯定律（英語：Hubble's law），以證實者埃德温·哈勃的名字命名；2018年10月经国际天文联合会表决通过更改为现名，以纪念更早发现宇宙膨胀的比利时天文学家乔治·勒梅特。它被認為是空間尺度擴展的第一個觀察依據，今天經常被援引作為支持大爆炸的一個重要證據。
埃德温·哈勃最早于1929年发表了哈勃定律，但是用来描述宇宙以一定速度膨胀的数学公式，即弗里德曼方程，则是由亚历山大·弗里德曼于1922年从广义相对论中推导得到的。在哈勃之前，天文学家卡尔·维尔兹在1922及1924年在自己获得的观测数据中发现表面上更小更暗的星系的红移更高，这可能暗示离我们更远的星系以更快的速度远离我们。1927年，乔治·勒梅特注意到遥远星体的退行速度和它们与地球间的距离呈正比关系，并据此指出宇宙可能在膨胀。勒梅特当时估算了这个正比系数，而哈勃两年后确认了宇宙膨胀这一事实并测量计算得到更精确的值，因而这个系数后来被称为哈勃常数。1912年，亨丽爱塔·斯万·勒维特发现了造父变星的周光关系，之后这一关系被天文学家用于测量星系的距离。而在1917年，维斯托·斯莱弗就测量了许多天体的红移并将其与它们的速度联系在一起。哈勃沿用了这些方法并获得了更多观测数据，在此基础上测得了当时最精确的宇宙膨胀率。
在宇宙学研究中，哈伯-勒梅特定律成为宇宙膨胀理论的基础，以方程式表示
{\displaystyle v=H_{0}D} ；
其中，{\displaystyle v} 是由紅移現象測得的星系遠離速率，{\displaystyle H_{0}}是哈伯常數，{\displaystyle D}是星系與觀察者之間的距離。
哈勃常数常以千米/秒/百万秒差距（km/s/Mpc）为单位表述，其值70对应着距离一百万秒差距（3.09×10¹⁹千米）的星系以每秒70千米的速度退行。简化量纲后，{\displaystyle H_{0}}的单位实为赫兹（Hz），即表征时空膨胀速率的频率，因此其倒数被称作哈勃时间（144亿年）。该常数亦可解读为相对膨胀率——以7%/十億年为单位，意味着在现行膨胀速率下，任一无约束宇宙结构需历经十亿年方能增长7%。

## 發現

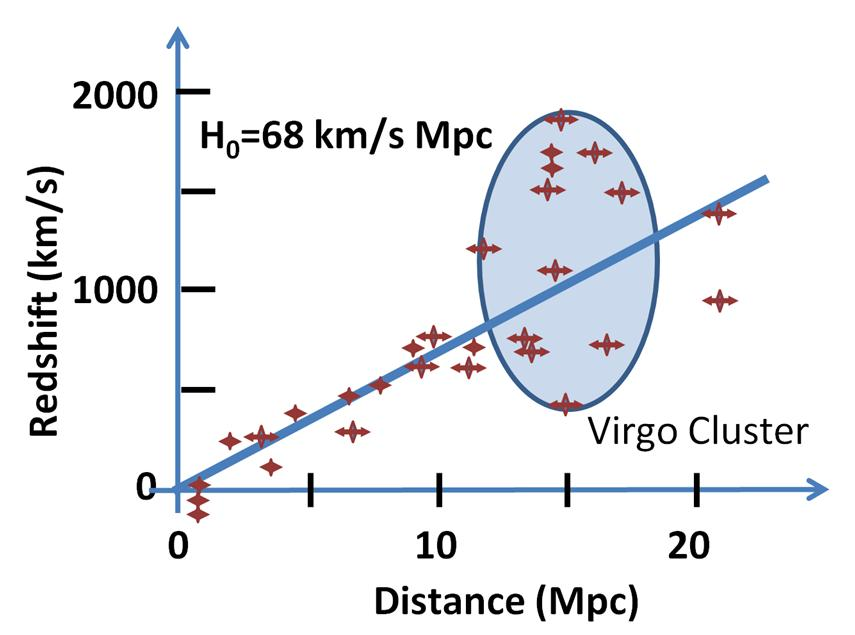
哈勃常数的函数图像

1912年到1922年间，美国天文学家維斯托·斯里弗观测了41个星系的光谱，发现其中的36个星系的光谱发生红移，他认为这种现象意味着这些星系正在远离地球。
1916年，爱因斯坦提出了广义相对论。許多物理學家和數學家利用愛因斯坦場方程建立了時間和空間協調一致的理論。將最一般的原則應用到自然的宇宙，產生了一個動態的解決方案，與當時的靜態宇宙的概念產生了衝突。
1922年，亚历山大·弗里德曼基于爱因斯坦场方程，推导出描述宇宙演化的弗里德曼方程，这项工作揭示出宇宙可能正处于膨胀状态，且其膨胀速率可以通过该精确计算。弗里德曼引入了如今被称为尺度因子的核心概念，可视为哈勃定律比例常数的标度不变形式。该方程体系的建立，本质上是通过将均匀且具有各向同性的宇宙模型代入爱因斯坦场方程，并引入特定密度和压力的流体假设而实现的。这种时空膨胀的概念最终催生了宇宙学的大爆炸理论和稳恒态理论。
1927年，即哈勃发表其研究成果的两年前，比利时神父兼天文学家乔治·勒梅特已率先发表论文，首次推导出哈勃–勒梅特定律。加拿大天文学家西德尼·范登贝格指出："勒梅特关于宇宙膨胀的发现最早于1927年以法文发表于某低影响力期刊，但在1931年影响力更大的英译版本中，涉及现今所称哈勃常数的关键方程相比原版有所修改"。现有证据表明，这些译文修改行为系勒梅特本人所为。

### 哈勃的工作
埃德温·哈勃的主要天文观测工作均在威尔逊山天文台完成，该台当时拥有全球最先进的天文望远镜。1924年，他通过观测"旋涡星云"中的造父变星，成功计算出这些天体的距离。令人惊讶的是，这些天体的与我们的距离远超银河系范围， 是银河系外的独立天体。尽管当时学界仍沿用"星云"这一旧称，但后来该术语逐渐被"星系"取代。这标志着人类对宇宙结构认知的根本性转变。
哈勃定律中涉及的星系退行速度和距离并非直接测量得出。退行速度通过辐射红移值z = ∆λ/λ 推算，距离则通过天体亮度估算。哈勃致力于建立天体亮度与红移参数z之间的定量关系。1929年，通过整合自己的星系距离测量数据，以及维斯托·斯里弗和米尔顿·赫马森获得的对应星系红移值，哈勃发现天体红移与其距离之间存在粗略的正比关系。尽管数据中存在显著的方差（现已知由本动速度导致——"哈勃流"特指远离本动速度影响、以宇宙膨胀为主导的遥远空间区域），哈勃仍基于46个星系样本绘制出趋势线，得出哈勃常数值为500 (km/s)/Mpc。由于距离标定中的误差，该数值明显高于当前公认的约70 (km/s)/Mpc（详见宇宙距离尺度）。

## 說明
因發現遠離速度與距離呈線性關係，而產生哈伯定律，其線性數學式如後：
{\displaystyle v=H_{0}D}
其中{\displaystyle v}是由紅移現象測得的遠離速率，一般表示為km/s。H0是哈伯常數，在弗里德曼方程式中對應著數值{\displaystyle H}（通常稱為哈伯參數，是一個取決於時間的值，由時間的觀測得來，以下標0來區別。）此常數在宇宙中對任意保角時間（conformal time）而言皆是相同的。{\displaystyle D}是光相對於觀測者的慣性座標系穿越星系的適當距離，以百萬秒差距（Mpc）作為測量單位。
對於相對鄰近的星系，速度v可從星系的紅移z利用紅移公式{\displaystyle v=zc}估計，其中c是光速。對遙遠的星系，速度v可以從紅移z利用相對移動的都卜勒效應決定。然而，最好的方法來計算遠離速度及其相關時空膨脹率是考慮來自遠星系光子的相關保角時間。對於非常遙遠的星體，退離速度可能大於光速。但是這並不違反狹義相對論，因為度量空間的擴張並不與任何有形物體的速度相關。
當使用哈伯定律來決定距離時，只能用因宇宙膨脹而造成的速度。引力相互作用星系的運行與彼此相關，而獨立於宇宙膨脹之外。因其相對運行所造成的這類相對速度，被稱作本動速度（peculiar velocities）。當使用哈伯定律時，本動速度需要加入考慮。1938年，Benjamin Kenneally所發現的「上帝的手指」效應（Fingers of God）是本動速度所造成的現象之一。受引力約束的系統，例如星系或我們的行星系統，都不會受到哈伯定律的影響，也不會膨脹。
針對均勻膨脹的宇宙的理想哈伯定律，其數學推導是一個在三維笛卡爾/牛頓協調空間相當初等的幾何定理。此協調空間被視為一種度量空間，具有完全均勻和各向同性（性質不隨地點或方向改變）。簡單說明該定理如下：
對於任何正沿直線遠離原地，速度與離開距離成正比的兩點，將以正比於兩者距離的速度遠離對方。

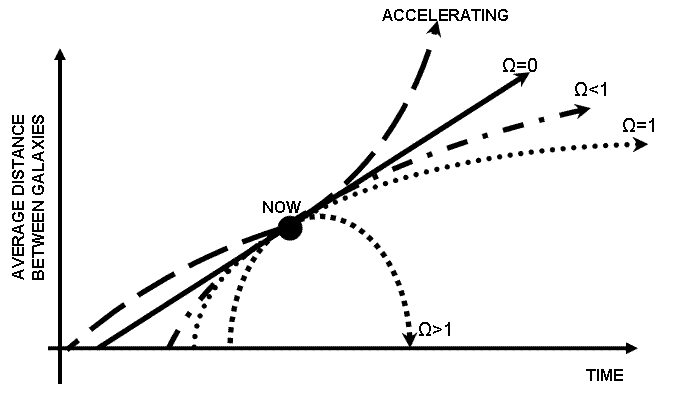
宇宙的最終命運和宇宙的年齡，可以取決於測量現今的哈伯常數和推斷減速參數的觀測值，此參數特具密度參數值（Ω）的特徵。所謂的「封閉宇宙」（Ω＞1）即將在一次「大緊縮」（Big Crunch）後結束，比哈伯年齡年輕。「開放宇宙」（Ω≦1）永遠都在擴張且具有較接近哈伯年齡的年齡。我們所居住的宇宙為「加速宇宙」（accelerating universe），其年齡正巧非常接近哈伯年齡。

哈伯常數的值隨著時間變化，其增加或減少取決於減速參數{\displaystyle q}的正負，{\displaystyle q}定義為：
{\displaystyle q=-H^{-2}\left({{\;dH} \over {\;dt}}+H^{2}\right)}
在減速參數為零的宇宙，有H = 1/t，其中t是自大霹靂以來的時間。然而，非零且與時間相關的{\displaystyle q}值，則需要積分弗里德曼方程式，將時間倒退到粒子視野（particle horizon）為0時（即大霹靂之初）。
我們可以定義宇宙的「哈伯年齡」（又稱為「哈伯時間」或「哈伯期」）為1/H，或9777.93（億年/[H/(km/s/Mpc)]）。哈伯年齡以H=70 km s−1 Mpc−1來計算為139.68億年，或以H=71 km s−1 Mpc−1計算得137.72億年。當星系的紅移z很小時，與我們的距離大約是zc/H，其中c是1（光年／年），又此距離可以被簡單地以z（紅移）時間表示為137.72億光年。
長久以來q被認為是正值，這表示由於引力的作用，宇宙膨脹正在減慢。這意味著宇宙的年齡小於1/H（約140億年）。例如，若q為1/2時（其中一個理論上的可能值），宇宙的年齡為2/(3H) 。在1998年，一項發現指出q顯然是負值，代表著宇宙其實比1/H還要老。事實上，估計的宇宙年齡相當接近1/H。

### 奧伯斯佯謬
哈伯定律對大爆炸的解釋總結了空間的擴展與著名的古老難題奧伯斯佯謬之間的矛盾：如果宇宙是無限的、穩定的，充滿了均勻分布的恆星，那麼在天空中視線所及之處都將存在著恆星，而天空也將會像恆星的表面一樣明亮。從1600年代開始，天文學家和其他的思想家提出了許多可能解決這個佯繆的想法，但當前能被接受的這一部分是來自大爆炸的理論。宇宙只存在了有限的時間，只有有限多的星光有機會到達我們這兒，所以矛盾就解決了。換言之，在膨脹的宇宙中，遠方天體的遠離速度使來自她們的星光產生紅移並且降低了亮度，但這樣也只是解決了部分的矛盾。依照大爆炸的理論，兩者都有貢獻（宇宙的歷史是有限的在兩者中較為重要）。 天空之所以黑暗，也為大爆炸提供了一種證據。

## 哈伯常數的測量
哈伯常數的值通常經由遙遠星系的紅移來測量，這就是用與哈伯定律不同的方法測量同一星系的距離。但是在用來測量這些距離的物理假設上的不確定，造成哈伯常數的值有不同結果的。在20世紀的後半期，多數的哈伯常數值{\displaystyle H_{0}}都被估計在50和90  km s−1 Mpc−1之間。
哈勃常数的数值无法直接测量，而是通过结合天文观测数据和模型间接推导得出。过去几十年来，日益精确的观测与新模型的提出使得科学家获得了两组高度精确的数值，但这两组结果并不一致。这种测量差异现在被称为“哈勃常数危机”。

### 對哈伯常數的爭論
|  | 天文物理經常都是錯的，但從未被懷疑過。 ... 罗伯特·科什纳 |

哈伯常數的值曾是個長久而激烈的爭議主題，熱拉爾·佛科留斯主張其值應為100而艾伦·桑德奇則認為其應為50附近。
1996年，由約翰·諾利斯·巴寇主持，包含古斯塔夫·安德列斯·塔曼及薛尼·范德胡斯特以類似早期沙普利-柯蒂斯之爭的模式舉行，針對上述兩個競爭數值進行辯論。
1990年代晚期，引進宇宙的λ-CDM模型，數值差異的問題獲得部分的解決。

### 精确宇宙学和哈勃常数危机
自20世纪90年代末以来，理论和技术的进步使得更高精度的测量成为可能。然而，两大类别的高精度测量方法却在哈勃常数具体数值上存在统计显著的差异。使用校准宇宙距离阶梯技术进行的"晚期宇宙"测量获得的{\displaystyle H_{0}}逐渐趋近于约73 km s−1 Mpc−1的数值。自2000年以来，宇宙微波背景等手段测量的“早期宇宙”技术逐渐得到应用，这些方法给出的{\displaystyle H_{0}}数值接近67.7 km s−1 Mpc−1。最初，这种差异在估计的测量误差范围内，因此在当时并未引起很大关注。但随着技术的改进，估计的测量误差范围已逐渐缩小，但两种方法测得的{\displaystyle H_{0}}差异却未减少，导致目前这种差异在统计意义上已具有高度显著性。因此这一差异被称为“哈勃常数危机”。
作为"“早期测量”的一个示例，普朗克卫星2018年公布的测量{\displaystyle H_{0}}值为67.4±0.5 km s−1 Mpc−1。在“晚期测量”中，科学家通过哈勃空间望远镜测得了更高值74.03±1.42 km s−1 Mpc−1，并且这一结果于2023年由通过詹姆斯·韦伯空间望远镜获得的数据得到进一步确认。这些"早期"和"晚期"测量结果的差异达到大于5 σ的水平，远超出合理的偶然误差范围。如何解决这一分歧仍是当前活跃的研究领域。

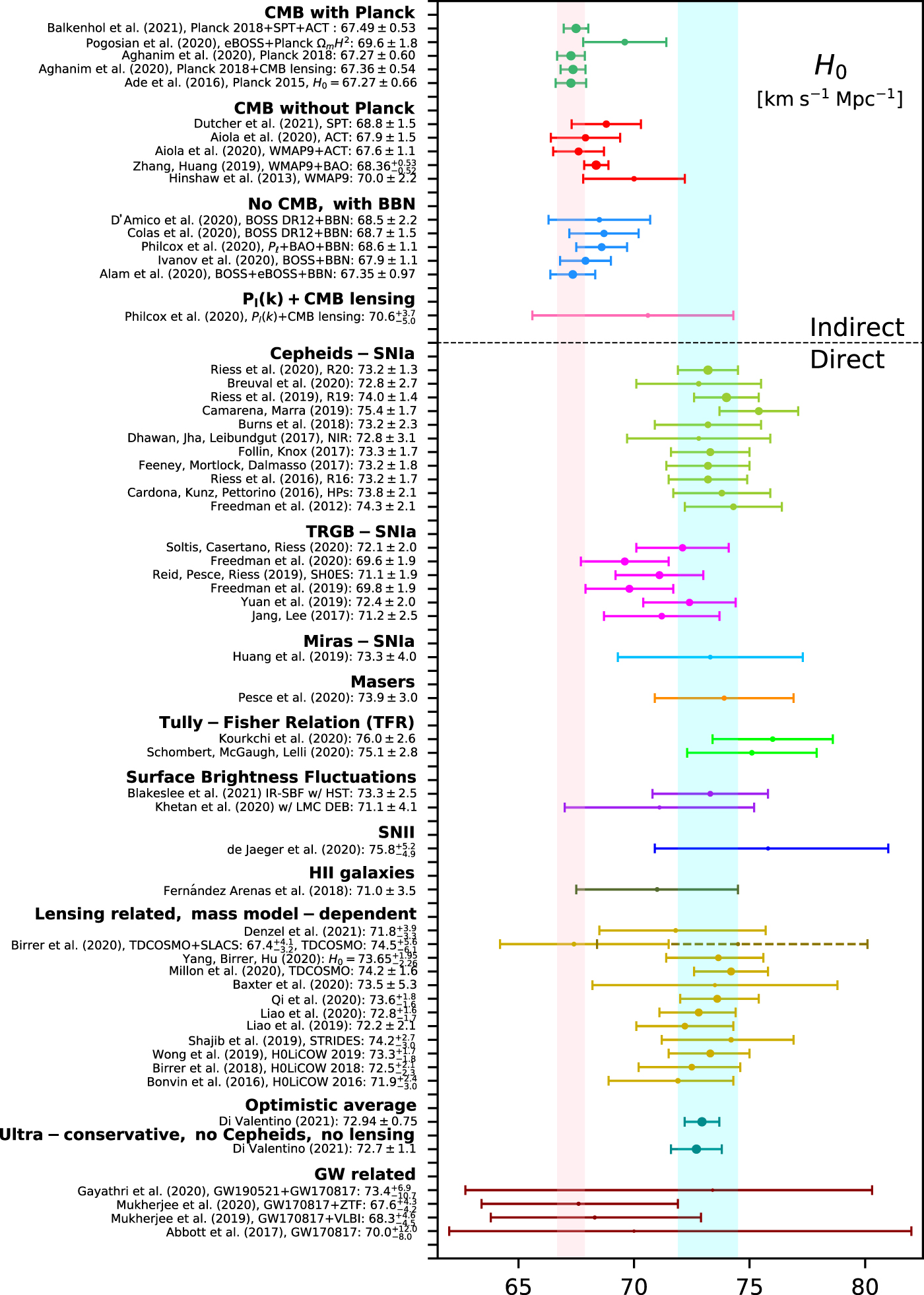
截至2021年的哈勃常数测量概况，其中2018年宇宙微波背景（“早期测量”）测量结果及误差范围以粉红色涂色区域显示，2020年造父变星-Ia超新星距离阶梯（“晚期测量”）测量数值及误差范围以青色涂色区域显示。

### 使用哈伯太空望遠鏡的值
哈伯關鍵計畫（由在卡內基天文台的Wendy L. Freedman博士主導）使用哈伯太空望遠鏡進行最精確的光學測量，在2001年五月，發表其最終估計值為72±8 km s−1 Mpc−1，此結果與基於苏尼亚耶夫-泽尔多维奇效应進行的銀河系星群觀測所測出的{\displaystyle H_{0}}相當一致，具有相似的精確值。

### 使用WMAP的資料
在2003年，利用WMAP所得出最高精度的宇宙微波背景辐射測定值為71±4 km s−1 Mpc−1，而在2006年，精確度提升至70.4 +1.5
−1.6  km s−1 Mpc−1，2008年T，WMAP在線上提供的數值是71.9 +2.6
−2.7  km s−1 Mpc−1.。
這些來自WMAP和其他宇宙論的數值都與簡單版本的λ-CDM模型日趨接近。如果這些數值能與更普遍的版本吻合，{\displaystyle H_{0}}傾向於更小和更不確定：通常數值在67 ± 4  km s−1 Mpc−1的附近，但有些模型的數值接近63 km s−1 Mpc−1。

### 使用錢卓X射線天文台的資料
在2006年8月，來自馬歇爾太空飛行中心（MSFC）的研究小組使用美國國家航空暨太空總署的錢卓X射線天文台利用苏尼亚耶夫-泽尔多维奇效应测量的的{\displaystyle H_{0}}值是 76.9 +10.7
−8.7 km s−1 Mpc−1。

### 加速膨脹
在1998年，來自Ia超新星標準燭光測量的{\displaystyle q}值卻是負数，令許多天文學驚訝的是宇宙加速膨脹，雖然哈伯因子會隨著時間而衰減。请參見暗物質和ΛCDM模型。
2009年5月7日，美国宇航局发布最新的哈伯常数测定值，根据对遥远星系Ia超新星的最新测量结果，常数被确定为74.2± 3.6 km s−1 Mpc−1，不确定度进一步缩小到5%以内。
2012年10月3日，天文学家使用美国宇航局的斯皮策红外空间望远镜精确计算了哈伯常数，数值结果为74.3±2.1 km s−1 Mpc−1。
2012年12月20日，美國國家航空暨太空總署的威爾金森微波各向異性探測器實驗團隊宣布，哈伯常數為69.32 ± 0.80 km s−1 Mpc−1。
2013年3月21日，從普朗克卫星觀測獲得的数据，哈伯常數為 67.80 ± 0.77 km s−1 Mpc−1。
2018年7月，利用哈勃望遠鏡和蓋亞任務，測得哈勃常數值為 73.52 ± 1.62 km s−1 Mpc−1。
2018年，普朗克卫星最终测得哈勃常数值为 67.66±0.42  km s−1 Mpc−1。
2021年，SH0ES合作组利用造父变星-Ia型超新星宇宙距离阶梯方法测得的哈勃常数值为 73.04±1.04  km s−1 Mpc−1。2022年， Pantheon+合作组在此基础上使用另一个Ia型超新星样本测得的哈勃常数值为 73.4 +0.99
−1.22   km s−1 Mpc−1。
2023年7月13日，南极望远镜（SPT-3G）通过对微波背景辐射的温度和偏振（TT/TE/EE）能谱的观测测得的哈勃常数值为 68.3±1.5 km s−1 Mpc−1。

### 哈勃危机的潜在解决方案
哈勃危机的成因尚不明确，学界提出了许多可能的解决方案。最保守的解释是，早期宇宙或晚期宇宙的观测中可能存在某种未知的系统误差。尽管这一解释在直觉上颇具吸引力，但无论问题出在早期还是晚期宇宙观测，它都需要假设多个互不关联的误差源同时存在，而目前尚未发现符合条件的明确候选因素。此外，由于早期和晚期宇宙观测数据均来自多台不同的望远镜，任何此类系统误差都需能影响多种独立仪器。
另一种可能是观测本身准确无误，但存在未被考虑的因素导致了这种差异。如果宇宙学原理（即宇宙是均匀且具有各向同性的）失效，那么目前对哈勃常数及哈勃张力的解释将需要修正，这可能化解哈勃张力。特别需要指出的是，若要此类解释与超新星及重子声学振荡观测相吻合，我们所在的位置需要处于一个延伸至红移约0.5的巨大宇宙空洞之中。另一种潜在解释是测量中的不确定性可能被低估，但考虑到各测量结果之间的内部一致性，这种可能性既不高，也无法完全解释整体的张力现象。
最后一种可能性涉及超越当前公认宇宙学模型（ΛCDM模型）的新物理学理论。这类理论非常丰富，例如用修正引力理论取代广义相对论可能解决该张力；此外，在早期宇宙中更强暗能量成分，具有时变状态方程的暗能量，或是衰变为暗辐射的暗物质等设想也具可行性。所有这类理论面临的共同挑战在于，早期和晚期宇宙测量均依赖多个独立物理理论体系，在保持现有理论其他领域成功解释力的同时，要修改其中任一体系都极为困难。某些学者指出单凭早期宇宙新物理并不足够，而另一些研究则表明仅靠晚期宇宙新物理也难以奏效，这种争议恰好体现了该问题的复杂程度。尽管如此，自2010年代中期以来，随着学界对哈勃张力的关注度持续升温，天文学家们仍在不断探索新的解决路径。

## 哈伯常數的推導
從弗里德曼方程式開始：
{\displaystyle H^{2}\equiv \left({\frac {\dot {a}}{a}}\right)^{2}={\frac {8\pi G}{3}}\rho -{\frac {kc^{2}}{a^{2}}}+{\frac {\Lambda }{3}},}
此處{\displaystyle H}是哈伯參數，{\displaystyle a}是宇宙標度因子，{\displaystyle G}是萬有引力常數，{\displaystyle k}是標準化的宇宙空間曲率，其值為 −1、0、或 +1，和{\displaystyle \Lambda }是宇宙常數。

### 物質主導的宇宙(和宇宙常數)
如果宇宙是物質主導，則宇宙的質量密度{\displaystyle \rho } 剛好可以包括的物質是
{\displaystyle \rho =\rho _{m}(a)={\frac {\rho _{m_{0}}}{a^{3}}},}
此處{\displaystyle \rho _{m_{0}}}是現在的物質密度，我們知道的非相對論粒子質量密度會隨著宇宙的體積增加而成比例的降低，所以上述方程式必須為真。我們也可以定義(參見{\displaystyle \Omega _{m}}的密度參數)：
{\displaystyle \rho _{c}={\frac {3H^{2}}{8\pi G}};}
{\displaystyle \Omega _{m}\equiv {\frac {\rho _{m_{0}}}{\rho _{c}}}={\frac {8\pi G}{3H_{0}^{2}}}\rho _{m_{0}};}
所以{\displaystyle \rho =\rho _{c}\Omega _{m}/a^{3}.}也可以，依據定義：
{\displaystyle \Omega _{k}\equiv {\frac {-kc^{2}}{(a_{0}H_{0})^{2}}}}
和
{\displaystyle \Omega _{\Lambda }\equiv {\frac {\Lambda c^{2}}{3H_{0}^{2}}},}
此處的下標0代表現在的數值，並且{\displaystyle a_{0}=1}。到此為止的所有一切都是章節剛開始的弗里德曼方程式和轉換{\displaystyle a} 成為 {\displaystyle a=1/(1+z)} 得到
{\displaystyle H^{2}(z)=H_{0}^{2}\left(\Omega _{M}(1+z)^{3}+\Omega _{k}(1+z)^{2}+\Omega _{\Lambda }\right).}

### 物質和暗能量主導的宇宙
如果宇宙是物質主導和暗能量主導，然後前述方程式中的哈伯參數也將是暗能量的狀態方程。所以現在：
{\displaystyle \rho =\rho _{m}(a)+\rho _{de}(a),}
此處{\displaystyle \rho _{de}}是暗能量的質量密度。依據定義，在宇宙論的狀態方程是{\displaystyle P=w\rho c^{2}}，並且我們將這帶入流體的方程，它描述了宇宙的質量密度隨著時間的變化，
{\displaystyle {\dot {\rho }}+3{\frac {\dot {a}}{a}}\left(\rho +{\frac {P}{c^{2}}}\right)=0;}
{\displaystyle {\frac {d\rho }{\rho }}=-3{\frac {da}{a}}\left(1+w\right).}
如果w 是常數，
{\displaystyle \ln {\rho }=-3\left(1+w\right)\ln {a};}
{\displaystyle \rho =a^{-3\left(1+w\right)}.}
那麼暗能量就是w狀態的恆等式，{\displaystyle \rho _{de}(a)=\rho _{de0}a^{-3\left(1+w\right)}}。如果我們以與之前相似的方式轉換弗里德曼方程，但是這次設定{\displaystyle k=0}，這是假設我們生活在一個平坦空間的宇宙 (參見宇宙的形狀)，
{\displaystyle H^{2}(z)=H_{0}^{2}\left(\Omega _{M}(1+z)^{3}+\Omega _{de}(1+z)^{3\left(1+w\right)}\right).}
如果暗能量不是w狀態的恆等式，則
{\displaystyle \rho _{de}(a)=\rho _{de0}e^{-3\int {\frac {da}{a}}\left(1+w(a)\right)},}
要解此方程式，我們需要參數化{\displaystyle w(a)}，例如如果 {\displaystyle w(a)=w_{0}+w_{a}(1-a)}，得到
{\displaystyle H^{2}(z)=H_{0}^{2}\left(\Omega _{M}a^{-3}+\Omega _{de}a^{-3\left(1+w_{0}+w_{a}\right)}e^{-3w_{a}(1-a)}\right).}

## 由哈伯常數導出的單位

### 哈伯時間
哈伯常數{\displaystyle H_{0}}的單位是時間的倒數，也就是說{\displaystyle H_{0}} ~ 2.27×10−18 s−1。“哈伯時間”定義為{\displaystyle 1/H_{0}}。在標準宇宙論模型的哈伯時間是4.55×1017 s 或144億年，"擴張時間尺度"一詞的意思是"哈伯時間"（页面存档备份，存于）。如果{\displaystyle H_{0}}的值保持恆定，哈伯時間自然的解釋是電子大小的宇宙增加一個數量級所需要的時間 (因為解dx/dt = x{\displaystyle H_{0}} is x = {\displaystyle s_{0}}exp({\displaystyle H_{0}}t)，此處{\displaystyle s_{0}}是在t = 0的任意初始條件下的形狀)。但是，在如上文所述的廣義相對論、暗能量、暴脹等，長時間下的動力學是複雜的。

### 哈伯長度
哈伯長度是宇宙論的距離單位，定義為{\displaystyle c/H_{0}}—光速與哈伯時間的乘積。它相當於42億2800萬秒差距或138億光年(哈伯長度以光年表示的數值，依據定義，等同於哈伯時間以年表示的值)。

### 哈伯體積
哈伯體積有時被定義為共動大小{\displaystyle c/H_{0}}的體積。精確的定義是：有時將其定義為球體半徑為{\displaystyle c/H_{0}}時的體積。有些宇宙論甚至使用哈伯體積一詞引用為可觀測宇宙的體積，然而這個半徑可能還要大3倍。

### 來源
- Kutner, Marc. . Cambridge University Press. 2003. ISBN 978-0-521-52927-3.
- Hubble, E.P.., The Observational Approach to Cosmology (Oxford, 1937)
- http://www.guokr.com/article/436836/（页面存档备份，存于）

## 外部連結
- History of Hubble's constant（页面存档备份，存于） by John Huchra
- The Hubble Key Project（页面存档备份，存于）
- Final Results from the Hubble Space Telescope Key Project to Measure the Hubble Constant（页面存档备份，存于）. Freedman et. al. The Astrophysical Journal, Volume 553, Issue 1, pp. 47–72.
- The Hubble Diagram Project（页面存档备份，存于）